# Klamath Falls
Klamath Falls je město v jižním Oregonu ve Spojených státech. Je sídlem okresu Klamath County.
Město se nachází na jihovýchodním pobřeží jezera Upper Klamath Lake zhruba 40 kilometrů od hranice mezi Oregonem a Kalifornií. V roce 2010 mělo 20 840 obyvatel. Založil ho roku 1867 George Nurse pod názvem Linkville. Bylo pojmenováno podle řeky Link, u níž vzniklo. Na Klamath Falls bylo město přejmenováno v roce 1893.